# Cheshmeh Jowhar
Cheshmeh Jowhar (persiska: چشمه جوهر) är en ort i Iran.   Den ligger i provinsen Khorasan, i den nordöstra delen av landet, 800 km öster om huvudstaden Teheran. Cheshmeh Jowhar ligger 1 146 meter över havet och antalet invånare är 236.
Terrängen runt Cheshmeh Jowhar är platt åt sydväst, men åt nordost är den kuperad.Runt Cheshmeh Jowhar är det ganska glesbefolkat, med 35 invånare per kvadratkilometer. Närmaste större samhälle är Kalāteh-ye Marvī, 7,7 km sydost om Cheshmeh Jowhar. Omgivningarna runt Cheshmeh Jowhar är i huvudsak ett öppet busklandskap.